# Kramat (Kedungdung)
Kramat is een bestuurslaag in het regentschap Sampang van de provincie Oost-Java, Indonesië. Kramat telt 2256 inwoners (volkstelling 2010).